# Вільгельм VII (герцог Аквітанії)
Вільгельм VII Сміливий (фр. Guillaume le Hardi; 1023  —1058) — герцог Аквітанії та граф Пуатьє у 1039—1058 роках. Мав також прізвисько «Орел».

## Життєпис
Походив з династії Рамнульфідів. Четвертий син Вільгельма V, герцога Аквітанії та графа Пуатьє. Його матір'ю була Агнес, донька Оттона-Вільгельма, герцога Бургундії. Народився у 1023 році, отримавши ім'я П'єро-Вільгельм.
У 1030 році помер його батько, а матір незабаром вийшла заміж за Жоффруа, графа Вандома (сина Фулько III, графа Анжу). У 1038 році після смерті старшого брата Вільгельма VI Гладкого володіння в Аквітанії та Пуатьє успадкував другий брат Одо, герцог Гасконі.
1039 року за підбурювання матері та підтримці вітчима П'єро-Вільгельм повстав проти брата-герцога. Боротьба тривала до березня того ж року, коли Одо II загинув при облозі фортеці Мозе. Новим герцогом став П'єро-Вільгельм як Вільгельм VII.
Спочатку спробував захопити інше володіння брата — герцогство Гасконь, проте зазнав невдачі. Гасконським герцогом став його родич Бернард де Арманьяк. З цього часу Вільгельм VII зосередився на внутрішніх справах та стосунках з графством Анжу, особливо, коли 1040 року його успадкував вітчим Жоффруа.
Вільгельм VII став вимагати у графа Анжу повернення володінь, що той отримав від Вільгельма V та Вільгельма VI. У 1043 році видав заміж за імператора Генріха III свою сестру Агнес. У 1044 році матір Вільгельма VII перебралася до імператорського двору.
Конфлікт з Жоффруа II Анжуйським посилився після розлучення його з матір'ю Аквітанського герцога у 1047 році. Мати герцога, що повернулася до Пуатьє, також налаштовувала Вільгельма VII проти Жоффруа II. У 1052 році почалася відкрита війна з Анжу.
Протягом 1052—1053 років герцогу вдалося захопити області Лоудун та Мірабо. Втім зрештою мир було укладено 1053 року. Невдовзі придушив повстання роду Талмонд, приєднавши цю сеньйорію до графства Пуатьє.
Разом з тим герцог Аквітанії уклав союз з Вільгельмом II, герцогом Нормандії. У 1058 році після початку війни між Нормандією та Анжу, Вільгельм VII вдерся до Турені, що належала Жоффруа II, взявши в облогу важливе місто Сомюр, втім помер від дизентерії. Володіння успадкував Гай Жоффруа, що прийняв ім'я Вільгельм.

## Родина
Дружина — Ерменсіда де Лонгві, донька Адальберта, герцога Верхньої Лотарингії.
Діти:
- Клеменція (1055—1142), дружина Конрада I, графа Люксембурга.
- Агнес (1048—1089), дружина П'єтро I, графа Савойї в другому шлюбі